# Arius molliceps
Arius molliceps és una espècie de peix de la família dels àrids i de l'ordre dels siluriformes.